# Sliedrecht Sport (femminile)
Lo Sliedrecht Sport è una società pallavolistica femminile olandese, con sede a Sliedrecht: milita nel campionato olandese di Eredivisie.

## Rosa 2024-2025
| N° | Nome                | Ruolo | Data di nascita  | Nazionalità sportiva |
| -- | ------------------- | ----- | ---------------- | -------------------- |
| 1  | Nikki van der Veen  | O     | 10 novembre 1998 | Paesi Bassi          |
| 2  | Sjakkie Donkers     | S     | 14 gennaio 2005  | Paesi Bassi          |
| 3  | Lana Lijkendijk     | C     | 16 febbraio 2002 | Paesi Bassi          |
| 4  | Jolijn de Haan      | S     | 3 ottobre 2002   | Paesi Bassi          |
| 5  | Daphne Hulst        | C     | 26 aprile 2001   | Paesi Bassi          |
| 6  | Mathilde Polak      | L     | 1999             | Paesi Bassi          |
| 7  | Louise Bijlsma      | S     | 2 giugno 2003    | Paesi Bassi          |
| 8  | Aike Melenhorst     | C     | 9 maggio 2005    | Paesi Bassi          |
| 9  | Michelle Koolen     | S     | 23 luglio 1998   | Paesi Bassi          |
| 10 | Laura de Zwart      | C     | 19 marzo 1999    | Paesi Bassi          |
| 11 | Lotte Groninger     | P     | 4 febbraio 1998  | Paesi Bassi          |
| 12 | Anneke Ykema        | C     | 14 luglio 1992   | Paesi Bassi          |
| 14 | Janne Koops         | L     | 3 febbraio 2006  | Paesi Bassi          |
| 15 | Evie van Kerkvoorde | S     | 20 aprile 2001   | Paesi Bassi          |

## Palmarès
- Campionato olandese: 7

2011-12, 2012-13, 2016-17, 2017-18, 2018-19, 2020-21, 2021-22
- Coppa dei Paesi Bassi: 7

2011-12, 2014-15, 2017-18, 2018-19, 2019-20, 2021-22, 2022-23
- Supercoppa olandese: 6

2013, 2017, 2018, 2019, 2020, 2021